# Tetragnatha punua
Tetragnatha punua là một loài nhện trong họ Tetragnathidae.
Loài này thuộc chi Tetragnatha. Tetragnatha punua được miêu tả năm 2003 bởi Gillespie.